# إلمار أبراهام
إلمار أبراهام هو لاعب كرة قدم سويدي من أصل سوري، يلعب في مركز خط الوسط لدى نادي خوفدة الرياضي في دوري الدرجة الثانية في السويد، ويمثل دوليًا منتخب سوريا لكرة القدم.

## المسيرة الكروية
ولد أبراهام في مدينة خوفدة السويدية، وانضم إلى فئة الشباب في ناديه المحلي IFK Skövde. في مارس 2018، انضم إلى النادي المنافس وهو نادي خوفدة الرياضي العام (Skövde AIK). في 2021، شارك في 25 مباراة خلال الموسم ولعب دورًا هامًا في صعود الفريق إلى السوبرتان، وهو المستوى الثاني من بطولة الدوري في السويد، وذلك بعد هزيمة فريق
Akropolis IF في التصفيات النهائية.

## المسيرة الدولية
وُلِد إبراهيم في السويد لأبوين سوريين، وهو مؤهل لتمثيل كل من السويد وسوريا. وقد ظهر لأول مرة مع منتخب سوريا في أكتوبر 2023 في مباراة ودية ضد الكويت. في يناير 2024، اختار المدرب أبراهام في تشكيلة المنتخب السوري المكونة من 26 لاعبًا لكأس آسيا 2023.

## الحياة الشخصية
إلمار أبراهام هو الأخ الأصغر للاعب سرجون أبراهام وهو أيضًا لاعب كرة قدم، يلعب مع منتخب السويد.

## روابط خارجية
- إلمار أبراهام  على سكروي